# Chemical Rush
«Chemical Rush» es el segundo sencillo del irlandés Brian McFadden, de su tercer álbum de estudio, Wall Of Soundz. La canción fue producida por McFadden y Robert Conley. Fue lanzado digitalmente el 15 de junio de 2010.

## Vídeo musical
Temprano en mayo, McFadden pidió por personas mayores para estar en el vídeo musical. Dirigido por Daniel Reisinger, el vídeo ve al cantante llegando a una fiesta con escolta policial en que interpreta a "un demonio bueno" alrededor de personas mayores de vuelta en su juventud, literalmente. McFadden y Reisinger trabajaron el concepto del vídeo juntos y presentaron más de 200 extras entre 20-95 años, bailando.

## Posiciones
El 27 de junio de 2010, el sencillo debutó en ARIA en el número 18. Una semana después, llegó al número veinte. El sencillo llegó al número dos en Australian Singles.
| Lista (2010)             | Posición |
| ------------------------ | -------- |
| Australian Singles Chart | 2        |

## Recepción
Chemical Rush ha sido notado como un rayo de luz en el álbum como "un sentmiento especial", dijo Cameron Adams en una crítica. También es el favorito de los fanes, y muchos de ellos han dado críticas en sitios como iTunes.